# ヘニッジ・レッグ (1788年生)
ヘニッジ・レッグ閣下（Hon. Heneage Legge、1788年2月29日 – 1844年12月12日）は、イギリスの庶民院議員。第3代ダートマス伯爵ジョージ・レッグの次男。

## 概要
第3代ダートマス伯爵ジョージ・レッグと妻フランシス（Frances、旧姓フィンチ（Finch）、1838年11月21日没、第3代エイルズフォード伯爵ヘニッジ・フィンチの娘）の次男として、1788年2月29日に生まれた。第4代ダートマス伯爵ウィリアム・レッグは兄、アーサー・レッグ将軍は弟である。1799年よりイートン・カレッジで教育を受けた後、1805年10月24日にオックスフォード大学クライスト・チャーチに入学した。1812年から1828年までオール・ソウルズ・カレッジのフェローであり、1812年にB.C.L.の学位を、1818年にD.C.L.の学位を修得した。このほか、1809年にリンカーン法曹院に入学、1815年に法廷弁護士の資格免許を取得した。
1805年にジェントルマン・アッシャーに任命され、1844年に死去するまで務めた。
1819年11月にバンベリー選挙区の補欠選挙に出馬、ギルフォード伯爵家の支持を受けて当選した。レッグの曽祖母がその夫の死後、初代ギルフォード伯爵フランシス・ノースと再婚して、レッグ家とノース家が接近したためとされる。1820年イギリス総選挙で再び出馬したが、選挙ごとに恒例になっていた民衆へのビール振る舞いが行われなかったことから暴動が発生し、レッグがあやうく殺される事件が起こった。レッグは郵便配達人に変装して難を逃れ、選挙自体でも無投票で再選した。議会ではリヴァプール伯爵内閣を支持し、1823年2月に選挙法改正への反対票を投じた。カトリック解放にははじめ支持したが、1822年より反対に転じた。1826年2月に実入りのいい官職である関税委員（Commissioner of Customs、年収1,200ポンド相当）に任命され、規定により議員を退任した。後任の議員には弟アーサーが当選した。
1844年12月12日に死去した。

## 人物・私生活
1812年時点で身長が5フィート4インチ (163 cm)と低いながら、「物静かで聡明、歌声が美しく、すばらしいカリカチュアを描く」と形容された。実際に1812年イギリス総選挙ではオックスフォード選挙区から出馬したジョージ・イーデン閣下がほかの候補者を批判したとき、レッグがその批判に基づいてカリカチュアを描いた。
1827年7月19日、メアリー・グレゴリー（Mary Gregory）と結婚して、1女をもうけた。『バーク貴族名鑑』第83版（1925年）、『ロッジ貴族名鑑』第41版（1872年）、『英国議会史 1790–1820』（1986年）では「1821年7月19日にジョンストン少佐の娘メアリー（1848年6月没）と結婚」（ロッジ貴族名鑑では1827年に結婚）と記載されているが、『英国議会史 1820–1832』（2009年）によれば名鑑以外では確認が取れなかった。
- メアリー - 1846年3月31日、F・W・マッケンジー（F. W. Mackenzie）と結婚[1]

いずれにしても、レッグの母は2人の結婚が身分不相応であるとし、ジョージ・フォーテスキュー閣下によればクラブの晩餐会でのレッグは昔と比べて快活ではなくなったという。